# Pôtor
Pôtor (allemand : Sankt Peter,  hongrois : Nógrádszentpéter) est un village de Slovaquie situé dans la région de Banská Bystrica.

## Histoire
La première mention écrite du village date de 1332.

## Démographie

### Évolution de la population
| Année:               | 1994. | 2004.   | 2014.   | 2024.   |
| -------------------- | ----- | ------- | ------- | ------- |
| Nombre de personnes: | 778   | 834     | 821     | 747     |
| Différence:          |       | +7,19 % | -1,55 % | -9,01 % |

| Année:               | 2023. | 2024.   |
| -------------------- | ----- | ------- |
| Nombre de personnes: | 752   | 747     |
| Différence:          |       | -0,66 % |